# Matthias Lindner
Matthias Lindner (ur. 5 października 1965 w Grimmie) – były niemiecki piłkarz występujący na pozycji obrońcy.

## Kariera klubowa

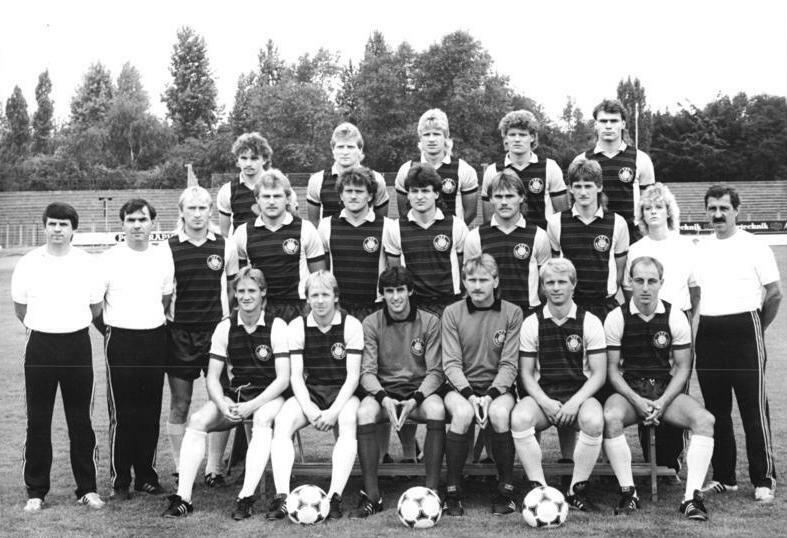
Drużyna Lokomotive Lipsk. Mathias Lidner trzeci od lewej w najwyższym rzędzie.

Lindner treningi rozpoczął w wieku 7 lat w klubie BSC Lok Naunhof. W 1976 roku, mając 11 lat trafił do juniorskiej ekipy Lokomotive Lipsk. W 1982 roku został włączony do jego pierwszej drużyny, grającej w DDR-Oberlidze. W 1986 roku wywalczył z klubem wicemistrzostwo NRD, a także zdobył z nim Puchar NRD. W 1987 roku ponownie zdobył z nim Puchar NRD. Dotarł z nim również do finału Pucharu Zdobywców Pucharów, gdzie jednak Lokomotive przegrało 0:1 z Ajaksem Amsterdam. W 1988 roku Lindner wywalczył z drużyną wicemistrzostwo NRD. W 1991 roku Lokomotive zmieniło nazwę na VfB Leipzig i od sezonu 1991/1992 Lindner startował z zespołem w rozgrywkach 2. Bundesligi zjednoczonych Niemiec. W 1993 roku awansował z klubem do Bundesligi. Zadebiutował w niej 7 sierpnia 1993 w zremisowanym 3:3 meczu z Dynamem Drezno, w którym zdobył także bramkę. W 1994 roku spadł z klubem do 2. Bundesligi.
W 1997 roku odszedł od innego drugoligowego zespołu - FC Carl Zeiss Jena. W 1998 roku spadł z nim do Regionalligi. Wówczas został graczem Sachsen Lipsk, gdzie w 2000 roku zakończył karierę.

## Kariera reprezentacyjna
W reprezentacji NRD Lindner zadebiutował 29 kwietnia 1987 w przegranym 0:2 meczu eliminacji Mistrzostw Europy 1988 ze Związkiem Radzieckim. Po raz ostatni w kadrze zagrał 13 maja 1990 w zremisowanym 3:3 towarzyskim spotkaniu z Brazylią. W latach 1987–1990 w drużynie narodowej rozegrał w sumie 22 spotkania.